# Bugs Bunny Rabbit Rampage
Bugs Bunny Rabbit Rampage, i Japan Bakkusu Banī Hachamecha Daibōken, är ett SNES-spel, med Snurre Sprätt som huvudperson Spelet är baserat på den animerade kortfilmen Rabbit Rampage från 1955.

### Fotnoter
1. ↑  ”Bugs Bunny Rabbit Rampage” (på svenska). Club Nintendo (Kungsbacka: Atlantic) (9 1994):  sid. 8. september 1994. Läst 23 april 2014.